# Nāḩiyat Bulbul
Nāḩiyat Bulbul (arabiska: ناحية بلبل) är ett subdistrikt i Syrien.   Det ligger i provinsen Aleppo, i den nordvästra delen av landet, 400 km norr om huvudstaden Damaskus.
Omgivningarna runt Nāḩiyat Bulbul är i huvudsak ett öppet busklandskap. Runt Nāḩiyat Bulbul är det ganska tätbefolkat, med 86 invånare per kvadratkilometer.